# Rodolfo Gaona
Rodolfo Bernal Gaona, conegut com a el Califa de León (León de los Aldama, Mèxic; 22 de gener de 1888 - Ciutat de Mèxic, Mèxic; 20 de maig de 1975) va ser un matador de braus mexicà, figura del toreig a la considerada Edat d'Or (1913-1918) junt a Rafael Gómez el Gallo', Vicente Pastor, José Gómez Joselito o Juan Belmonte. Considerat un dels toreros més elegants de la història i inventor dels pases de la gaonera i del centenario.
El 1907 debuta a la plaça de braus del Toreo de la Condesa a Colonia Roma, Mèxic. Des del seu debut, Gaona lidià més de 120 novillades abans de viatjar a Espanya al 1908. Va pendre l'alternativa el 31 de maig de 1908 a la plaça de braus de Tetuán de las Victorias (Madrid). Posteriorment, Gaona va aconseguir consolidar-se com un dels principals toreros tant a Mèxic com a Espanya.
Es va retirar del toreig el 12 d'abril de 1925 amb una última actuació a Ciutat de Mèxic.